# Nikolai Sergejewitsch Schiljajew
Nikolai Sergejewitsch Schiljajew (russisch Никола́й Серге́евич Жиля́ев; * 6. Oktoberjul. / 18. Oktober 1881greg. in Kursk; † 20. Januar 1938 in Moskau) war ein russischer Komponist, Musikologe und Pädagoge.

## Leben
Nach Privatunterricht bei dem Komponisten Sergei Iwanowitsch Tanejew (1896–1900) absolvierte Schiljajew Studien am Moskauer Konservatorium, unter anderem bei Michail Michailowitsch Ippolitow-Iwanow. Anschließend war er eine Zeitlang als Komponist tätig; einige seiner Werke erschienen bei P. Jurgenson. Er trat auch als Pianist auf. Später arbeitete er als Musikkritiker für verschiedene Zeitschriften. Er war ein Freund des Komponisten und Pianisten Alexander Nikolajewitsch Skrjabin, mit dem er auch zusammenarbeitete. Kurz vor dem Ersten Weltkrieg nahm er seine Lehrtätigkeit auf. Zu seinen Schülern aus dieser Zeit zählten Alexei Wladimirowitsch Stantschinski, Samuil Jewgenjewitsch Feinberg und Anatoli Nikolajewitsch Alexandrow. 
Während des Russischen Bürgerkrieges war er Kriegsberichterstatter für den Stab von Michail Nikolajewitsch Tuchatschewski. Ab 1922 arbeitete er als Redakteur beim Verlag Gosizdat (Госиздат), wo er eine Werkausgabe von Skrjabin herausgab. In den Jahren 1926–1930 und 1933–1937 war er Professor am Moskauer Konservatorium. Durch seine Vielseitigkeit und seine charismatische Persönlichkeit hatte er entscheidenden Einfluss auf die Heranbildung bedeutender sowjetischer Dirigenten und Komponisten: Kirill Petrowitsch Kondraschin, Aram Chatschaturjan und Lew Konstantinowitsch Knipper.
Er wurde Opfer des Großen Terrors, 1937 als Tuchatschewski-Mitarbeiter wegen angeblich konterrevolutionärer Umtriebe verurteilt und 1938 im Moskauer Stadtteil Kommunarka erschossen. Der Oberste Gerichtshof der UdSSR rehabilitierte ihn im April 1961.